# Rio Han (afluente do rio Yangtzé)
O lado de Hankou do rio Han em Wuhan
O rio Han (chinês tradicional: 漢江, chinês simplificado: 汉江, pinyin: Hàn Jiāng) é um afluente do rio Yangtzé (Cháng Jiāng) com um comprimento de 1.532 km. Historicamente era referido como Hanshui (chinês tradicional: 漢水, chinês simplificado: 汉水, pinyin: Hànshuǐ) nome ainda ocasionalmente utilizado atualmente. O rio emprestou seu nome para Hanzhong, que emprestou seu nome para a Dinastia Han.
O rio Han sobe no sudoeste de Shaanxi e flui para o leste através da parte sul da província. Ao norte estão as montanhas Qinling, e em seguida, o rio Wei, afluente do rio Amarelo e região do Passe Ordos. Ao sul estão as montanhas Daba que separam Sichuan e Chongqing. As principais cidades são Hanzhong no oeste e Ankang, no leste. Em seguida, o rio adentra por Hubei. Atravessa a província principalmente de noroeste a sudeste, caindo no Yangtzé na capital provincial Wuhan, uma cidade de vários milhões de habitantes. A fusão dos rios dividem a cidade de Wuhan em três seções: Wuchang (no lado sul do rio Yangtzé, no outro lado do rio a partir da foz do rio Han), Hankou (no lado norte dos rios Yangtzé e Han), e Hanyang (entre o Yangtze e o Han).
A Barragem Danjiangkou foi construída no rio Han no norte de Hubei em 1958. Ele tornou-se maior desde então. O Reservatório Danjiangkou assim criado é agora utilizado como parte do Projeto de Transferência de Água Sul-Norte.